# Episema elvira
Episema elvira är en fjärilsart som beskrevs av William Schaus. Episema elvira ingår i släktet Episema och familjen nattflyn. Inga underarter finns listade i Catalogue of Life.